# Leptogorgia tenuissima
Leptogorgia tenuissima är en korallart som beskrevs av Kükenthal 1919. Leptogorgia tenuissima ingår i släktet Leptogorgia och familjen Gorgoniidae. Inga underarter finns listade i Catalogue of Life.